# Alexis-Nicolas Pérignon

Hafen von Ouchy, seitenverkehrt; nach dem vorhandenen Kupferstich von Louis-Joseph Masquelier (1741–1811). Gemalt von Nicolas Alexis Perignon, 1777

Alexis-Nicolas Pérignon (* 1725 in Nancy; † 4. Januar 1782 in Paris), genannt der Ältere, war ein französischer, Königlicher Maler und Zeichner. Alexis Nicolas Pérignon le Vieux gehörte dem Kunststil des Klassizismus an, in dem er hauptsächlich während der klassischen Periode tätig war.

## Leben
Er erlangte am 2. Juli 1774 die Zulassung zur Académie royale de peinture et de sculpture und 1775, 1779 und 1781 den Zugang zum Salon de Paris. Zu seinen Techniken gehörten auch der Kupferstich und Gouachen, zu seinen Genres auch die des Landschaftsmalers und Stillleben. Zu seinen Werken gehören mehrere Gouachen, Gemälde und Zeichnungen von Schweizer Landschaften. Er unternahm 1775 Reisen in die Normandie, in die Schweiz und in die Niederlande, 1779 erneut in die Schweiz, nach Rom, Neapel und Tivoli.
Seine Reisebilder fanden Eingang in die Werke von Jean-Benjamin de Laborde (1734–1794) und Beat Fidel Zurlauben. Laborde nahm 22 Zeichnungen von ihm auf, die zu Kupferstichen umgeformt wurden. Zurlauben wurde in den Jahren 1780 bis 1788 gedruckt. Darin waren 182 Ansichten Schweizer Ortschaften.

## Werke (Auswahl)

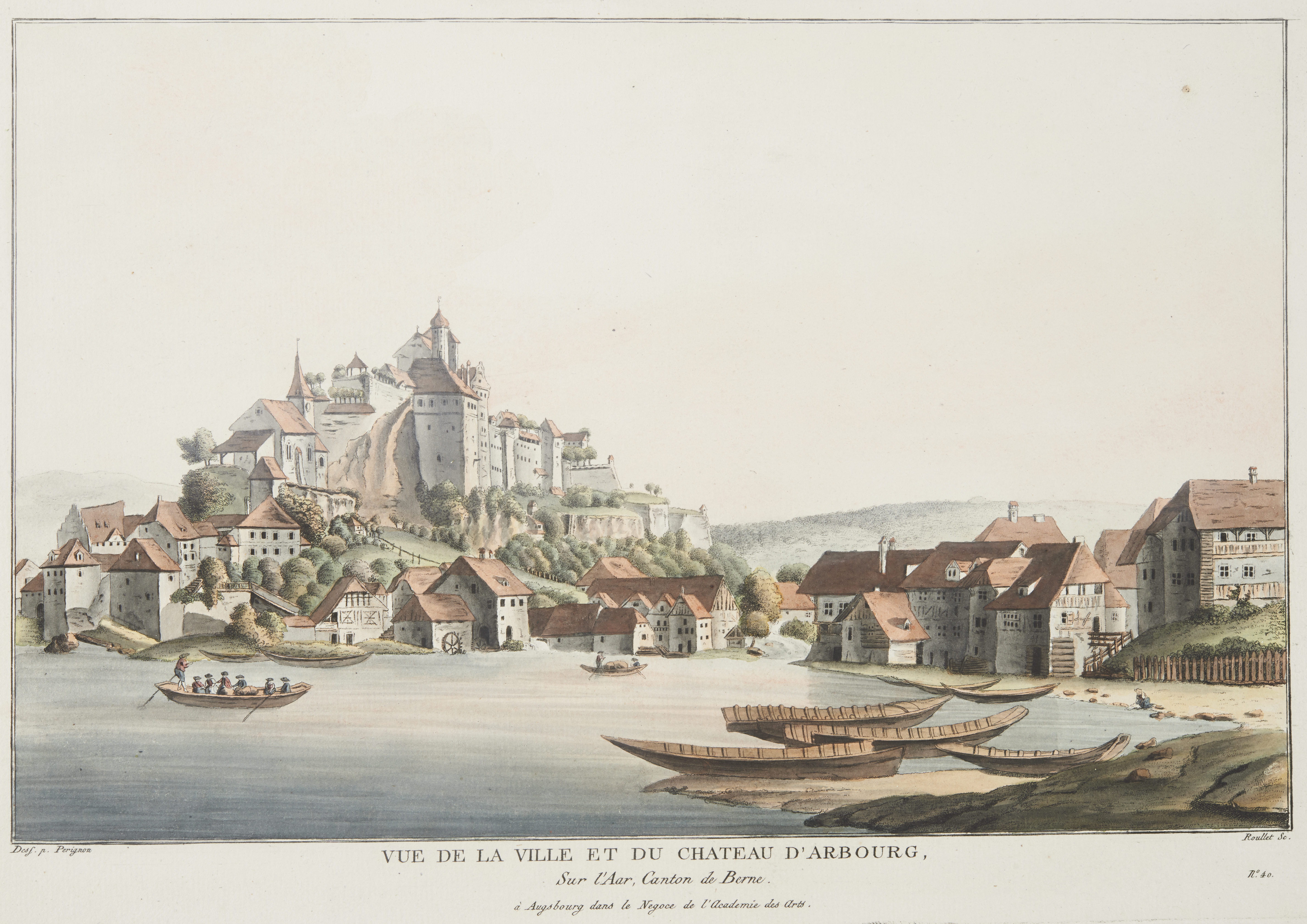
Aarburg, Sammlung Gugelmann.

- Nouveau Livre de Cartouches inventé et gravé par Nicolas Pérignon, peintre et architecte. Paris 1759 (bibliotheque-numerique.inha.fr).